# سندای-شیداره
سِندای-شیداره (به ژاپنی: 仙台枝垂 センダイシダレ Sendai-shidare) نام علمی
(Cerasus lannesiana 'Sendai-shidare' Ohwi) نام یک نوع درخت ساکورای باغی است. شاخه‌های این درخت به صورت افشان یا به ژاپنی شیداره-زاکورا هستند. این درخت از یاما-زاکورا منشأ گرفته‌است و به عنوان شیداره–یاما– زاکورا نیز شهرت دارد. در مقایسه با دیگر درختان شاخه‌افشانی که منشأ آنان ادوهیگان بوده‌است، شاخه‌های آن ضخیم‌تر است. طول درخت ۴ متر است.

## مشخصات ظاهری گل
- تعداد گلبرگ: ۵ عدد
- رنگ:سفید
- قطر گل: ۲٫۸ تا ۳٫۶ سانتیمتر
- زمان گل‌دهی:ماه آوریل
- محل اصلی:استان ایواته
- محل نمونه:باغ گیاه‌شناسی جنگل تاما در توکیو